# عصوية ذهبية ذروية
عصوية ذهبية ذروية (الاسم العلمي: Chryseobacterium zeae) هي نوع من البكتيريا، سلبية الغرام، تتبع جنس عصوية ذهبية.